# Чевельчанский сельский совет (Оржицкий район)
Чевельчанский сельский совет (укр. Чевельчанська сільська рада) — входит в состав
Оржицкого района
Полтавской области
Украины.
Административный центр сельского совета находится в 
с. Чевельча.

## Населённые пункты совета
- с. Чевельча

## Ликвидированные населённые пункты совета
- с. Рожки